# Гарбор (Орегон)
Гарбор (англ. Harbor) — переписна місцевість (CDP) в США, в окрузі Каррі штату Орегон. Населення — 2551 особа (2020).

## Географія
Гарбор розташований за координатами 42°2′12″ пн. ш. 124°15′7″ зх. д. / 42.03667° пн. ш. 124.25194° зх. д. (42.036800, -124.251980).  За даними Бюро перепису населення США в 2010 році переписна місцевість мала площу 5,98 км², з яких 4,97 км² — суходіл та 1,01 км² — водойми.

## Демографія
Згідно з переписом 2010 року, у переписній місцевості мешкала 2391 особа в 1204 домогосподарствах у складі 690 родин. Густота населення становила 400 осіб/км².  Було 1428 помешкань (239/км²).
Расовий склад населення:
| - 92,9 % — білих - 2,4 % — корінних американців - 0,5 % — азіатів - 0,3 % — чорних або афроамериканців - 0,1 % — вихідців з тихоокеанських островів - 1,4 % — осіб інших рас |

До двох чи більше рас належало 2,4 %. Частка іспаномовних становила 4,7 % від усіх жителів.
За віковим діапазоном населення розподілялося таким чином: 10,5 % — особи молодші 18 років, 50,3 % — особи у віці 18—64 років, 39,2 % — особи у віці 65 років та старші. Медіана віку мешканця становила 59,7 року. На 100 осіб жіночої статі у переписній місцевості припадало 96,8 чоловіків;  на 100 жінок у віці від 18 років та старших — 95,0 чоловіків також старших 18 років.
Середній дохід на одне домашнє господарство  становив 35 744 долари США (медіана — 26 607), а середній дохід на одну сім'ю — 50 660 доларів (медіана — 45 861). За межею бідності перебувало 28,6 % осіб, у тому числі 79,5 % дітей у віці до 18 років та 10,2 % осіб у віці 65 років та старших.
Цивільне працевлаштоване населення становило 476 осіб. Основні галузі зайнятості: транспорт — 17,9 %, фінанси, страхування та нерухомість — 13,9 %, мистецтво, розваги та відпочинок — 12,6 %.